# Marina Horak
Marina (Dolores) Horak, slovenska pianistka in pedagoginja, * 1. november 1944, Ljubljana, † 7. april 2018, Ljubljana.

## Življenjepis
Po diplomi na Akademiji za glasbo v Ljubljani (Hilda Horak) se je še izpopolnjevala v Münchnu (E. Then-Berg), Parizu (L. Rev, Y. Lefebure, G. Mournier, Nadja Boulanger) in Londonu. Leta 1969 je prejela v Parizu Diplome en virtousite za čembalo na Scholi Cantorum. Prejela je študentsko Prešernovo nagrado Akademije za glasbo v Ljubljani in več mednarodnih nagrad na tekmovanjih v Parizu (1969), Zagrebu (1970), Vercelliju (1973) in Münchnu (1974) na tekmovanju za klavirski duo. Nastopala je po Evropi in Aziji na festivalih kot solistka in v komornih zasedbah z mednarodno priznanimi umetniki. Poučevala je v Angliji in Nemčiji, ter vodila mojstrske tečaje in delavnice v Belgiji, Švici, Angliji, Sloveniji, Italiji, Nemčiji, na Nizozemskem, Švedskem, Norveškem in na Hrvaškem. Za založbo Pavane-Records je posnela gramofonsko ploščo z deli skladatelja Roberta Schumanna, pri založbi Gallus pa zgoščenko s štirimi sonatami slovenskih skladateljev. Od leta 2003 je bila docentka in nato izredna prodesorica na ljubljanski Akademiji za glasbo. 